# Esperanza (película de 2005)
Esperanza es una película mexicana de 2005 dirigida por Fina Torres. Está protagonizada por Silvia Navarro, Itari Marta, Bruno Bichir y Álvaro Guerrero.

## Sinopsis
Es la historia de Esperanza una mujer gorda que su mayor deseo y anhelo es convertirse en madre, es la persona que tiene que dar "el visto bueno" en una editorial y su novio solo la utiliza para publicar su libro, y de sus dos amigas, una, Andrea (Silvia Navarro) es una actriz fracasada que quiere conseguir un papel estelar en una película, llama a un fotógrafo para que le haga un portafolio, al final de la sesión de fotos ellos tienen relaciones sexuales y el fotógrafo toma imágenes de esos momentos.
Su otra amiga Itari Marta está casada pero es infeliz en su matrimonio
Al final Andrea se hace novia del fotógrafo, Esperanza queda embarazada y en pareja con su vecino y el personaje de Itari Marta deja a su marido.